# 名鉄ト650形貨車
名鉄ト650形貨車（めいてつト650がたかしゃ）とは、かつて名古屋鉄道で運用されていた木造貨車（無蓋車）である。

## 概要
- 5両（ト651 - ト655）が運用された。ト651は三河鉄道から引き継がれた車両、ト652-ト655は国鉄から払い下げられた車両であり、詳細が異なる。1964年（昭和39年）に形式消滅となった。

### ト651
- 元・三河鉄道の10ｔ積木造無蓋車ト651であり、1923年（大正11年）に日本車輌製造で製造された。国鉄直通貨車であった。1940年（昭和15年）に台枠にコンクリートブロックを死重として取り付ける改造を行っている。1941年（昭和16年）に三河鉄道が名古屋鉄道に合併すると引き継がれ、ト650形（ト651）となる。
- 戦後は三河線で運用された。

### ト652 - ト655
- 1949年（昭和24年）、私有貨車の増備のため国鉄からト1形4両が払い下げられ、従来のト650形に形式編入したものである。ト652とト653は払い下げられた時点で空気制動が設置されていた。
- 当初から東部線の社内線専用の私有貨車として運用されるが、明治から大正期に製造された車両ということもあり老朽化で廃車が進み、1960年（昭和35年）時点では1両（ト654）のみとなった。

## 主要諸元

### ト651
- 全長：6,366 mm
- 全幅：2,413 mm
- 全高：2,070 mm
- 軸距：3,048 mm
- 自重：5.53ｔ
- 荷重：10 t

### ト652 - ト655
- 全長：6,360 mm
- 全幅：2,300 mm
- 全高：1,660 mm
- 軸距：3,060 mm
- 自重：5.97ｔ
- 荷重：10 t